# Isabel Prinz
Clara Isabel Prinz Mederos, más conocida como Isabel Prinz es una actriz, presentadora de televisión y directora de teatro.

## Trayectoria profesional
Sus padres naturales de Las Palmas de Gran Canaria –(su padre nació en Las Canteras y su madre en Las Alcaravaneras)–, emigraron a Venezuela en la década de 1950, donde nació Isabel. Isabel regresó con su familia a Canarias en 1966, cuando ella tenía 10 años de edad. Estudió en el Colegio Oficial Alemán de Las Palmas de Gran Canaria.
Al finalizar sus estudios, vivió en Estados Unidos, Canadá, Alemania y Francia (por lo que sabe tres idiomas, alemán, inglés y francés). En Canadá, trabajó como traductora durante los Juegos Olímpicos de Montreal 1976.
Posteriormente, fue azafata de vuelo de Lufthansa, secretaría de un banco alemán y modelo publicitaria. A los veintitantos años de edad se instaló en Madrid, donde comenzó a formarse como actriz, estrenándose sobre las tablas en el Teatro Fuencarral con la obra Dos igual que uno.
En 1989 se inaugura Telemadrid siendo su primera presentadora. Hasta 1995 presenta desde programas de viajes y gastronomía (Rutas de ida y vuelta), pasando por la Información meteorológica, hasta las Campanadas de fin de año (varias veces) desde la Puerta del Sol de Madrid. También ha presentado varios magazines en directo en RTVE Canarias.
Ha trabajado en la industria cinematográfica española e internacional formando parte de proyectos como 1492: la conquista del paraíso del director Ridley Scott en 1992 junto a Gérard Depardieu y Sigourney Weaver. También en el debut en la dirección del actor John Malkovich en la película Pasos de baile (2001); con Sharon Stone en 'Sangre y arena', Jeff Goldblum en Shooting Elizabeth o con Joaquim de Almeida en Óscar. Una pasión surrealista, entre otras coproducciones. También ha participado con Fernando Fernán Gómez en Cara de acelga; con José Sacristán y Concha Velasco en Yo me bajo en la próxima, ¿y usted?; con Imanol Arias y Victoria Abril en A solas contigo o con Antonia San Juan en Del lado del verano, entre otros largometrajes.
También ha participado con personajes fijos en series como Todos los hombres sois iguales y Yo soy Bea (Telecinco) y La verdad de Laura (La 1) y en múltiples episodios de Truhanes, El comisario y Hospital Central (Telecinco) y de Manos a la obra (Antena 3).
En 2009 vuelve al teatro, donde inició su carrera, con múltiples proyectos: Electra (Pérez Galdós, en Canarias, Mérida y Madrid); Don Juan Tenorio (José Zorrilla, Madrid y Canarias); Tan solo dime una cosa (Clarisa Leal); Soy la viuda de un vivo (monólogo de humor de Montse Martínez); La dama de las camelias (Alexandre Dumas (hijo)) o Tres segundos (Juan Carlos Rubio). Aparte de actuar y dirigir espectáculos teatrales, es coach de actores.
También ha presentado galas y eventos como festivales internacionales de cine, screenings de cine español o la gala del Carnaval de Las Palmas de Gran Canaria y en varias ocasiones la del Carnaval Internacional de Maspalomas (Gran Canaria).
En 2013 se estrena como directora de teatro con la adaptación de La pasión de Cristo, y un Recital audiovisual de poesía con una compañía compuesta por 22 intérpretes de 10 nacionalidades.
Es socia de la Casa de Canarias. En 2021 recibió el Premio Taburiente de la Fundación Diario de Avisos y en 2022, el Ayuntamiento de Las Palmas de Gran Canaria le concedió el título de Hija Adoptiva de Las Palmas de Gran Canaria. 
También ha publicado su autobiografía Gaviota en Madrid, editada por la Fundación AISGE.
Actualmente, aparte de continuar con su labor como actriz, directora de escena y coach de actores, da clases desde 2014 en el Instituto de Comunicación Empresarial, como docente de Comunicación No-verbal y Voz.

## Trabajos

### Cine
- Del lado del verano (2013) de Antonia San Juan.
- Servicio gratuito (2012) de Gino Andrés Carranza.
- 30 días (2012) de Carlos Castel.
- Residencia El Milagro (2010) de Javier Espada.
- Huidas (2010) de Mercedes Gaspar.
- Propios y extraños (2009) de Manolo González.
- Cancerbero (2009) de Antonio Martínez.
- Al tercer día (2009) de Alberto Rodríguez de la Fuente.
- Óscar. Una pasión surrealista (2008) de Lucas Fernández.
- El vuelo del Guirre (2006) de los Hermanos Ríos.
- Colours (2004) de Carlos Dueñas.
- Mosca cojorona (2003) de Antonio Reyes.
- Nunca es domingo (2002) de Carlos Dueñas.
- Pasos de baile (2001) de John Malkovich.
- Como un relámpago (1996) de Miguel Hermoso.
- ¿Pero hermana, qué has hecho? (1995).
- Tretas de mujer (1993) de Rafael Moleón.
- 1492: la conquista del paraíso (1992) de Ridley Scott.
- Yo me bajo en la próxima, ¿y usted? (1992) de José Sacristán.
- Shooting Elizabeth (1992) de Buz Taylor.
- A solas contigo (1990) de Eduardo Campoy.
- Flamenco (1990) de Philipe Blot.
- Sangre y arena (1989) de Javier Elorrieta.
- Cara de acelga (1987) de José Sacristán.
- El aullido del diablo (1987) de Paul Naschy.
- ¡No hija, no! (1987) de Mariano Ozores.

### Teatro
- Galdós en los infiernos (2021) de Enrique Gallud Jardiel.
- 3 segundos (2013) de Juan Carlos Rubio.
- La dama de las camelias (2012-2014) de Alexandre Dumas (hijo).
- Soy la viuda de un vivo (2011) de Montse Martínez.
- Electra (2010) de Benito Pérez Galdós.
- Don Juan Tenorio (2010-2013) de José Zorrilla.
- Tan sólo dime una cosa (2009) de Clarisa Leal.
- ¡Sublime decisión! (1991) de Miguel Mihura.
- Ocúpate de Amelia (1989) de Georges Feydeau.
- Golfos de cinco estrellas (1988) de Juan José Alonso Millán.
- Damas, señoras, mujeres (1987) de Juan José Alonso Millán.
- Dos igual a uno (1985) de Ray Cooney.
- La habitación oscura (1984) de Tennessee Williams.
- Petición de mano (1984) de Antón Chéjov.
- El número uno (1984) de Israel Horovitz.

### Televisión
- Yo soy Bea (2008, serie de Telecinco).
- El comisario (2007, serie de Telecinco).
- A tortas con la vida (2006, serie de Antena 3).
- Capital (2006, serie de Telemadrid).
- Hospital Central (2004, serie de Telecinco).
- La verdad de Laura (2002, serie de La 1).
- Manos a la obra (2001, serie de Antena 3).
- ¡Viva el carnaval! (2000, presentadora del programa de RTVE Canarias).
- ¡Qué fresco! (1999, presentadora del programa de RTVE Canarias).
- Lo que quiero es Carnaval (1999, presentadora del programa de RTVE Canarias).
- Todos los hombres sois iguales (1996-1998, serie de Telecinco).
- Televisión educativa iberoamericana (1995, presentadora del programa de TVE Internacional).
- Rutas de ida y vuelta, (1994, presentadora del programa de Telemadrid).
- Loca peluquería (1993, Antena 3).
- El errante (1993, serie de Antena 3 y MTV).
- Compuesta y sin novio (1993, serie de Antena 3).
- Truhanes (1992, serie de Telecinco).
- Delantero (1992, serie de TVE y MTV).
- Vecinos (1992, serie de Antena 3).
- The Flash (1991, serie alemana en coproducción con TVE).
- Telemadrid (presentadora, 1989-1995).[18]
- Zorro (1989, serie americana).
- Eurocops (1988, serie europea en coproducción con TVE).
- Delirios de amor (1988, serie de TVE).
- Deadline Madrid (Ultimátum Madrid) (1986, tv-movie americana).
- Lorca, muerte de un poeta (1987, serie de TVE).
- Priester (1985, serie alemana de ZDF).